# Josep Enric Millo i Rocher
Josep Enric Millo i Rocher (Terrassa, 24 de novembre de 1960) és un polític català del Partit Popular Català, exmilitant d'Unió Democràtica de Catalunya. És llicenciat en Ciències Econòmiques i Empresarials per la UAB. Professor d'Economia i Estructures Organitzatives a la UPC (1987-1988), i de l'Escola Superior de Turisme (1987-1989). Delegat Territorial del Departament de Treball de la Generalitat de Catalunya, a Girona (1991-1995). Entre novembre de 2016 i juny de 2018 va ser el Delegat del Govern Espanyol a Catalunya. Actualment és secretari d'acció exterior de la Junta d'Andalusia.

## Carrera política
Millo, que va iniciar la seva carrera política com a dirigent d'Unió Democràtica de Catalunya, ha estat Diputat al Parlament de Catalunya en la V, VI, VIII i IX legislatures. Va ser diputat al Parlament per Convergència i Unió entre 1995 i 2003, i va arribar a ser portaveu adjunt del grup parlamentari convergent entre 1999 i 2003. Posteriorment, i quan a les eleccions catalanes de 2003 el partit va decidir que no fos cap de llista per Girona, es va passar al PP. Segons Joan Puigcercós, el pas al PP s'hauria produït després d'haver intentat suposadament entrar a les llistes d'Esquerra Republicana de Catalunya per Girona infructuosament, cosa que Millo desmenteix. Des de 2010 és portaveu del grup parlamentari del PP català al Parlament.
Ha estat membre del Comitè Executiu del PP català, des del 2004; Secretari Executiu de Comunicació Interna del PP català (2006); president del PP català de Girona des de 2008; i vicesecretari d'acció política i econòmica del PPC des de 2012. Va ser el cap de llista del PP a Girona per a les eleccions al Parlament de Catalunya de 2010.

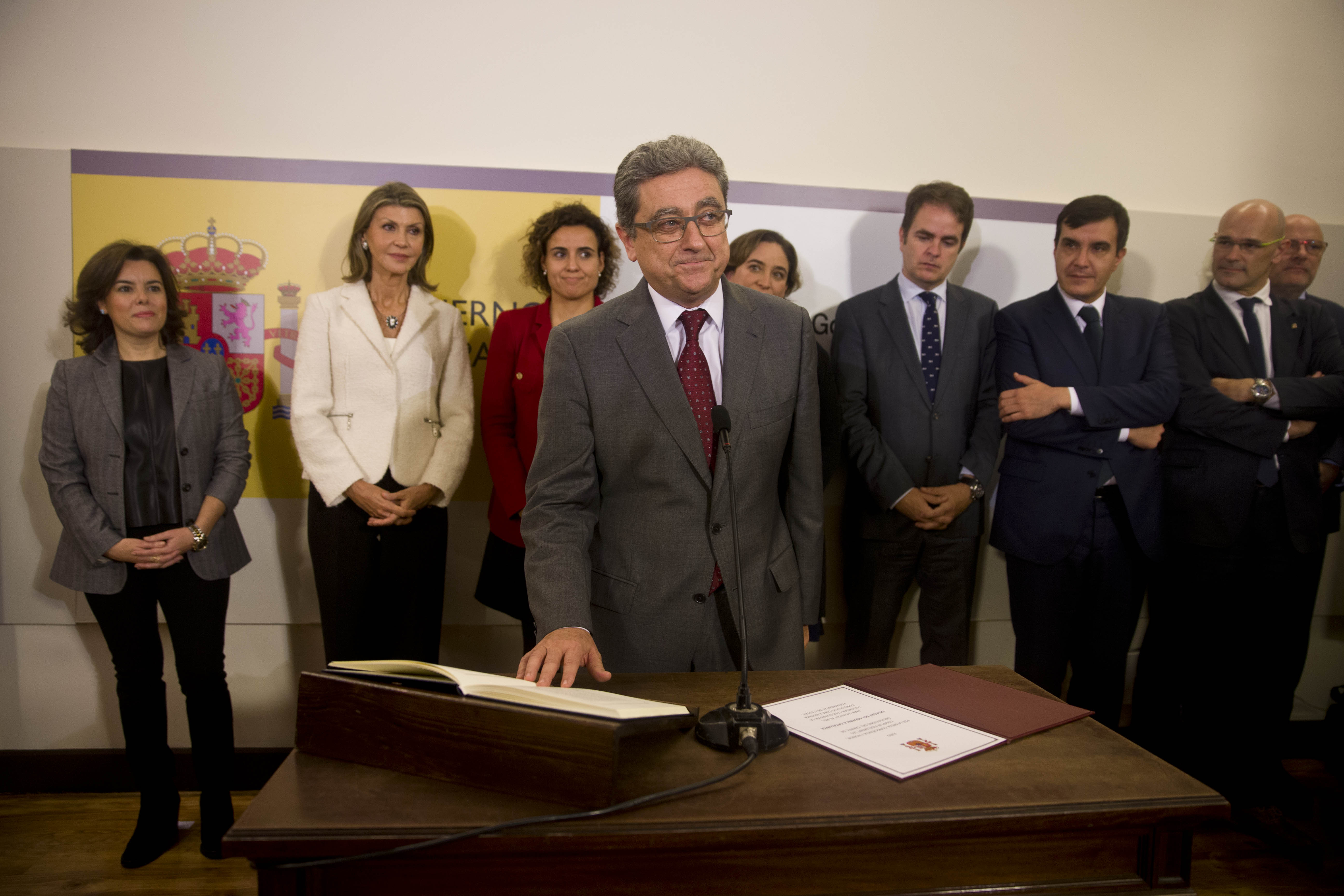
Presa de possessió com a delegat del Govern d'Espanya a Catalunya el 2016.

L'any 2010 va perdre tots els punts del carnet de conduir i la Direcció General de Trànsit (DGT) no el va trobar per notificar-li aquest fet.
El novembre de 2016 va substituir María de los Llanos de Luna com a delegat del Govern d'Espanya a Catalunya.
Estava en el càrrec l'octubre de 2017, quan es va produir el Referèndum sobre la independència de Catalunya i la subsegüent vaga general en protesta per la violència de les actuacions de la policia espanyola per intentar impedir les votacions, i les seves declaracions justificant l'actuació policial varen causar gran rebuig al país. Diversos ajuntaments catalans varen aprovar mocions per declarar-lo persona non grata, com ara Montblanc, Vic o Girona.
El juny de 2018 va ser substituït per Teresa Cunillera i Mestres com a delegat del Govern d'Espanya a Catalunya.
L'agost de 2021 fou denunciat per un suposat delicte d'odi per comparar l'independentisme català amb una secta en un tuit.